# Corte d'appello di Cagliari

Territorio del distretto di corte d'appello di Cagliari

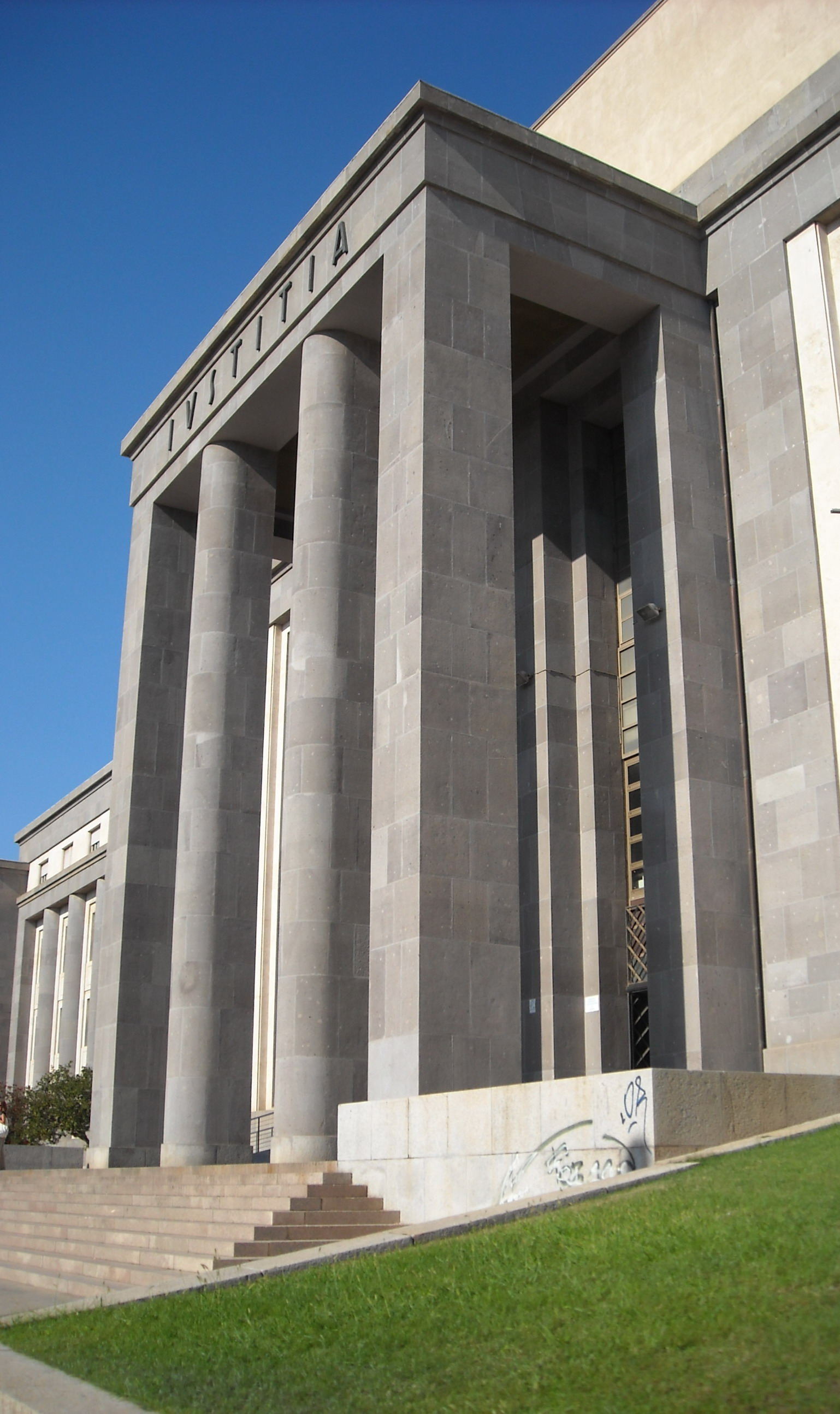
Il Palazzo di Giustizia di Cagliari

Il distretto della Corte d'appello di Cagliari è formato dai circondari dei 3 Tribunali ordinari di Cagliari, Lanusei e Oristano; ha una Sezione distaccata di Corte d'appello a Sassari, formata dai circondari dei Tribunali di Nuoro, Sassari e Tempio Pausania.
Costituisce l'unica Corte d'appello nel territorio della regione Sardegna.

## Competenza territoriale civile e penale degli uffici della Corte d'appello di Cagliari
Le circoscrizioni territoriali sono aggiornate al testo della legge 27 febbraio 2015, n. 11 e del decreto ministeriale 27 maggio 2016.

## Tribunale di Cagliari

### Giudice di pace di Cagliari
Arbus, Armungia, Assemini, Ballao, Barrali, Buggerru, Burcei, Cagliari, Calasetta, Capoterra, Carbonia, Carloforte, Castiadas, Decimomannu, Decimoputzu, Dolianova, Domus de Maria, Domusnovas, Donori, Elmas, Escalaplano, Fluminimaggiore, Gesico, Giba, Goni, Gonnesa, Gonnosfanadiga, Guamaggiore, Guasila, Guspini, Iglesias, Mandas, Maracalagonis, Masainas, Monastir, Monserrato, Muravera, Musei, Narcao, Nuraminis, Nuxis, Ortacesus, Pabillonis, Perdaxius, Pimentel, Piscinas, Portoscuso, Pula, Quartu Sant'Elena, Quartucciu, Samassi, Samatzai, San Basilio, San Giovanni Suergiu, San Nicolò Gerrei, San Sperate, San Vito, Santadi, Sant'Andrea Frius, Sant'Anna Arresi, Sant'Antioco, Sarroch, Selargius, Selegas, Senorbì, Serdiana, Serramanna, Sestu, Settimo San Pietro, Siliqua, Silius, Sinnai, Siurgus Donigala, Soleminis, Suelli, Teulada, Tratalias, Ussana, Uta, Vallermosa, Villa San Pietro, Villacidro, Villamassargia, Villaperuccio, Villaputzu, Villasalto, Villasimius, Villasor, Villaspeciosa

### Giudice di pace di Isili
Escolca, Genoni, Gergei, Isili, Laconi, Nuragus, Nurallao, Nurri, Orroli, Serri, Villanova Tulo

### Giudice di pace di Sanluri
Barumini, Collinas, Furtei, Genuri, Gesturi, Las Plassas, Lunamatrona, Pauli Arbarei, San Gavino Monreale, Sanluri, Sardara, Segariu, Serrenti, Setzu, Siddi, Tuili, Turri, Ussaramanna, Villamar, Villanovaforru, Villanovafranca

## Tribunale di Lanusei

### Giudice di pace di Lanusei
Arzana, Cardedu, Elini, Esterzili, Gairo, Ilbono, Jerzu, Lanusei, Loceri, Osini, Perdasdefogu, Sadali, Seui, Seulo, Tertenia, Ulassai, Ussassai, Villagrande Strisaili

### Giudice di pace di Tortolì[2]
Bari Sardo, Baunei, Girasole, Lotzorai, Talana, Tortolì, Triei, Urzulei

## Tribunale di Oristano

### Giudice di pace di Oristano
Abbasanta, Aidomaggiore, Albagiara, Ales, Allai, Arborea, Ardauli, Aritzo, Assolo, Asuni, Atzara, Austis, Baradili, Baratili San Pietro, Baressa, Bauladu, Belvì, Bidonì, Birori, Bolotana, Bonarcado, Boroneddu, Borore, Bortigali, Bosa, Busachi, Cabras, Cuglieri, Curcuris, Desulo, Dualchi, Flussio, Fordongianus, Gadoni, Ghilarza, Gonnoscodina, Gonnosnò, Gonnostramatza, Lei, Macomer, Magomadas, Marrubiu, Masullas, Meana Sardo, Milis, Modolo, Mogorella, Mogoro, Montresta, Morgongiori, Narbolia, Neoneli, Noragugume, Norbello, Nughedu Santa Vittoria, Nurachi, Nureci, Ollastra, Oristano, Ortueri, Palmas Arborea, Pau, Paulilatino, Pompu, Riola Sardo, Ruinas, Sagama, Samugheo, Sindia, San Nicolò d'Arcidano, San Vero Milis, Santa Giusta, Santu Lussurgiu, Scano di Montiferro, Sedilo, Seneghe, Senis, Sennariolo, Siamaggiore, Siamanna, Siapiccia, Silanus, Simala, Simaxis, Sini, Siris, Soddì, Solarussa, Sorgono, Sorradile, Suni, Tadasuni, Terralba, Teti, Tiana, Tinnura, Tonara, Tramatza, Tresnuraghes, Ula Tirso, Uras, Usellus, Villa Sant'Antonio, Villa Verde, Villanova Truschedu, Villaurbana, Zeddiani, Zerfaliu

## Competenza territoriale civile e penale degli uffici della Sezione distaccata di Sassari

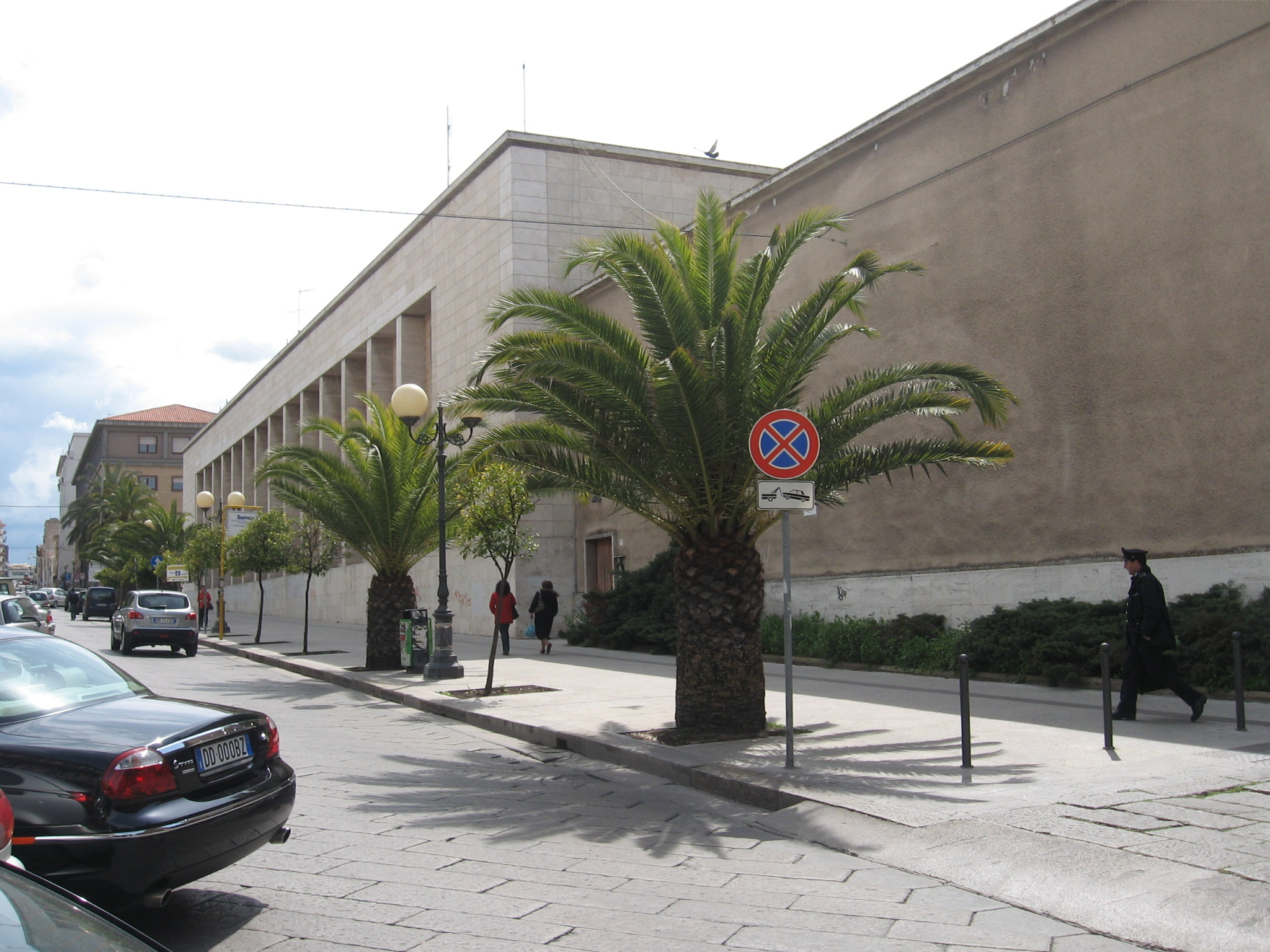
Palazzo di Giustizia di Sassari

Le circoscrizioni territoriali sono aggiornate al testo della legge 27 febbraio 2015, n. 11.

## Tribunale di Nuoro

### Giudice di pace di Nuoro
Anela, Benetutti, Bitti, Budoni, Bono, Bottidda, Bultei, Burgos, Dorgali, Esporlatu, Fonni, Galtellì, Gavoi, Illorai, Irgoli, Loculi, Lodè, Lodine, Lula, Mamoiada, Nuoro, Nule, Oliena, Ollolai, Olzai, Onanì, Onifai, Oniferi, Orani, Orgosolo, Orosei, Orotelli, Orune, Osidda, Ottana, Ovodda, Posada, San Teodoro, Sarule, Siniscola, Torpè

## Tribunale di Sassari

### Giudice di pace di Ozieri
Banari, Bessude, Bonnanaro, Bonorva, Borutta, Cheremule, Cossoine, Giave, Ittireddu, Mara, Mores, Nughedu San Nicolò, Oschiri, Ozieri, Padria, Pozzomaggiore, Semestene, Siligo, Thiesi, Torralba, Tula

### Giudice di pace di Pattada
Alà dei Sardi, Buddusò, Padru, Pattada

### Giudice di pace di Sassari
Alghero, Ardara, Bulzi, Cargeghe, Castelsardo, Chiaramonti, Codrongianos, Florinas, Ittiri, Laerru, Martis, Monteleone Rocca Doria, Muros, Nulvi, Olmedo, Osilo, Ossi, Ploaghe, Porto Torres Putifigari, Romana, Santa Maria Coghinas, Sassari, Sedini, Sennori, Sorso, Stintino, Tergu, Tissi, Uri, Usini, Valledoria, Villanova Monteleone

## Tribunale di Tempio Pausania

### Giudice di pace di La Maddalena
Arzachena, La Maddalena, Santa Teresa Gallura

### Giudice di pace di Olbia
Berchidda, Golfo Aranci, Monti, Olbia

### Giudice di pace di Tempio Pausania
Aggius, Aglientu, Badesi, Bortigiadas, Calangianus, Erula, Loiri Porto San Paolo, Luogosanto, Luras, Palau, Perfugas, Sant'Antonio di Gallura, Telti, Tempio Pausania, Trinità d'Agultu e Vignola, Viddalba

## Altri organi giurisdizionali competenti per i comuni del distretto

### Sezioni specializzate
- Corti d’assise di Cagliari, Nuoro e Sassari
- Corti d'assise d'appello di Cagliari e sezione distaccata di Sassari
- Sezioni specializzate in materia di impresa presso il Tribunale e la Corte d'appello di Cagliari
- Tribunale regionale delle acque pubbliche di Cagliari
- Sezione specializzata in materia di immigrazione, protezione internazionale e libera circolazione dei cittadini dell'Unione europea presso il Tribunale di Cagliari

### Giustizia minorile
- Tribunali per i minorenni di Cagliari e Sassari
- Corti d'appello di Cagliari e Sassari, sezione per i minorenni

### Sorveglianza
- Uffici di sorveglianza di Cagliari, Nuoro e Sassari
- Tribunali di sorveglianza di Cagliari e Sassari

### Giustizia tributaria
- Commissione tributaria provinciale (CTP): Cagliari, Nuoro, Oristano e Sassari
- Commissione tributaria regionale (CTR) Sardegna sede di Cagliari; sezione staccata di Sassari

### Giustizia militare
- Tribunale militare di Roma
- Corte d’appello militare di Roma

### Giustizia contabile
- Corte dei Conti: Sezione giurisdizionale, Procura Regionale, Sezione regionale di controllo e Sezioni Riunite per la Regione Autonoma della Sardegna (Cagliari)[4]

### Giustizia amministrativa
- Tribunale Amministrativo Regionale per la Sardegna (Cagliari)[5]

### Usi civici
- Commissariato per la liquidazione degli usi civici della Sardegna, con sede a Cagliari